# 新納忠元
新納忠元（1526年—1611年1月16日）日本戰國時代至江戶時代初期武將，效命於薩摩島津氏。
出身於新納氏一族庶流，其父為新納祐久。新納氏是島津氏的庶流，本是戰國大名，其居城為志布志。1538年，遭到豐州島津氏、北鄉氏和肝付氏的聯合攻擊而滅亡，祐久帶著忠元逃到了田布施（地今屬南薩摩市），成為伊作家島津忠良的學問師。新納忠元也成為島津忠良的家臣。後來，忠元歷仕島津貴久、島津義久兩代。1545年參與攻打入來院重朝，一騎打倒入來院氏的家臣，從而使島津氏勝利。1562年參加攻打橫川城的的戰鬥。1569年跟在赤池長任之後攻入菱刈隆秋所據的大口城，雖然重傷仍然在戰場上奮勇前進，被評價為「武勇如鬼神」（武勇は鬼神の如し）。此後任薩摩國大口地頭職。
1572年參加木崎原之戰並活躍，1574年包圍牛根城達一年以上，迫使敵將投降並出城為人質。1581年攻打水俣城，1584年沖田畷之戰中活躍。豐臣秀吉九州征伐之際，主張抗擊豐臣氏。島津義久、島津義弘向秀吉投降之後，新納忠元才投降。
秀吉侵略朝鮮之際，島津義弘追隨出征，忠元領命留守薩摩。1600年關原之戰爆發時未參戰。義弘戰敗逃歸之際，加藤清正攻入葦北城，得知此事的忠元急忙從鹿兒島城趕回大口城，加強邊境的防衛。1610年在大口城逝世，年85歲。
新納忠元身材矮小當膽大，被稱為「鬼武藏」。他不僅作戰武勇，還擅長於和歌、連歌、漢詩和茶道。